# Cellé

Cellé este o comună în departamentul Loir-et-Cher, Franța. În 1 ianuarie 2022 avea o populație de 225 de locuitori.